# ピタゴラスコンマ

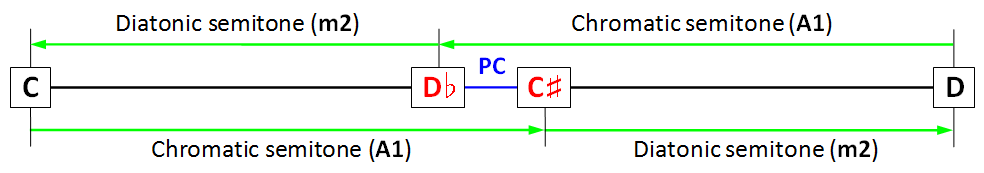
ピタゴラスコンマ（PC）はピタゴラス音律における半音階的半音と全音階的半音の差、あるいは異名同音の差として定義される。

ピタゴラスコンマ（英: Pythagorean comma）、あるいはダイトニックコンマは、ピタゴラス音律における異名同音の差である小さな音程（あるいはコンマ）であり、例えば C と B♯、あるいは D♭ と C♯などの差である。これは531441:524288の周波数比に等しく、約23.46セントであり、おおむね半音の1/4である（75:74 と 74:73の間）。
ピタゴラスコンマは、ピタゴラス音律のアポトメ（apotome）とリンマ（limma）の差（すなわちピタゴラス音律によって定義される半音階的半音と全音階的半音の差）、あるいは12の純正な完全五度と7オクターヴとの差、また3つのピタゴラス音律のダイトーン（ditone）と1オクターヴとの差としても定義できる（これがダイトニックコンマと呼ばれる理由である）。
ピタゴラス音律における減二度はリンマとアポトメの差と定義される。これはピタゴラスコンマの逆に一致し、下向きのピタゴラスコンマと見なすことができ（例：C♯ から D♭）、約−23.46コンマである。
中国の伝統音楽の用語である三分損益法で言えば、十二律の基準音である黄鐘と、そこから三分損益法によって得た仲呂(12番目の音)を三分益一して求めた13番目に当たる音（前漢時代の京房の六十律で言うところの「執始」）との差に相当する。

## 導出
上述のようにピタゴラスコンマは様々な方法によって導出される。
- ピタゴラス音律における2つの異名同音の差、 すなわち C と B♯、あるいは D♭ と C♯の差など。
- ピタゴラス音律のアポトメとリンマの差。
- 12の純正な完全五度と7オクターヴとの差[5]。
- 3つのピタゴラス音律のダイトーン（長三度）と1オクターヴとの差。

純正な完全五度は周波数比3/2である。これはピタゴラス音律において、与えられた最初の音から他の音に対する周波数比を定める基準としてオクターヴとともに用いられる。
アポトメとリンマはピタゴラス音律で定義される2種類の半音である。アポトメ（約113.69セント、例：C から C♯）は半音階的半音、あるいは増一度であり、リンマ（約90.23セント、 例：C から D♭) は全音階的半音、あるいは短二度である。
ダイトーン（あるいは長三度）は2つの全音からなる音程である。ピタゴラス音律では全音は約203.9セント（周波数比9:8）であり、ダイトーンは約407.8セントである。

## 大きさ
ピタゴラスコンマの大きさをセント値で表すと
{\displaystyle {\hbox{apotome}}-{\hbox{limma}}\approx 113.69-90.23\approx 23.46~{\hbox{cents}}\!}
より正確に周波数比で表すと
{\displaystyle {\frac {\hbox{apotome}}{\hbox{limma}}}={\frac {3^{7}/2^{11}}{2^{8}/3^{5}}}={\frac {3^{12}}{2^{19}}}={\frac {531441}{524288}}=1.0136432647705078125\!}